# Christian Sørum
Christian Sandlie Sørum, född 3 december 1995, är en norsk beachvolleyspelare. Han spelar tillsammans med Anders Mol, med vilken han vann guld vid OS 2020, VM 2022 och vunnit EM 2018-2021.
Sørum har spelat med Mol sedan 2016. Tidigare har han spelat med Runar Sannarnes (2014-2015) och Morten Kvamsdal (2015-2016). Fram till 2014 spelade han även inomhusvolleyboll på elitnivå med juniorlandslaget och Førde VBK. Med klubblaget deltog han i CEV Challenge Cup 2013/2014.